# گلدفینگر (فیلم ۲۰۲۳)
گلدفینگر (به انگلیسی: The Goldfinger) یک فیلم درام و جنایی محصول سال ۲۰۲۳ سینمای هنگ کنگ به نویسندگی و کارگردانی فلیکس چونگ با بازی تونی لیانگ، اندی لائو، شارلین چوی و سیمون یام است. این فیلم بر پایه داستان «گروه کاریان» ساخته شده. داستان فیلم در دهه ۱۹۸۰ می‌گذرد. یک شرکت هنگ‌کنگی که به سرعت رشد کرد پس از مدتی به دلیل رسوایی یک فساد سقوط می‌کند.
این فیلم با بودجه ۳۵۰ میلیون دلاری هنگ کنگ، ساخته شد، فیلمبرداری فیلم در فوریه ۲۰۲۱ آغاز شد و در ۲۴ مه ۲۰۲۱ به پایان رسید. در هنگ کنگ و در سطح جهانی در ۳۰ دسامبر ۲۰۲۳ پخش شد.

## داستان
هنگامی که سقوط بازار سهام باعث سقوط ناگهانی یک شرکت چند میلیارد دلاری می‌شود، یک بازپرس اصلی (کمیسیون مستقل مبارزه با فساد هنگ کنگ)، لاو کای یوئن، (با بازی اندی لائو) یک توطئه جنایتکارانه را کشف می‌کند و با بنیان‌گذار شرکت، هنری چینگ درگیر یک تحقیق طولانی مدت می‌شود.

## بازخوردها
- در وب‌سایت جمع‌آوری نقد راتن تومیتوز از ۲۲ نقد منتقد، با میانگین امتیاز ۵٫۷ از ۱۰ مثبت می‌باشد.
- در متاکریتیک، که از میانگین وزنی استفاده می‌کند، بر اساس رای ۶ منتقد، امتیاز ۴۷ از ۱۰۰ را به فیلم اختصاص داد که نشان دهنده نقدهای «مختلط یا متوسط» است.
- این فیلم مجموعاً ۸۵٫۶ میلیون دلار در سراسر جهان به دست آورده است که مجموع فروش باکس آفیس خود را از هنگ کنگ (۵٫۶ میلیون دلار آمریکا)، چین (۷۹٫۷ میلیون دلار آمریکا)، استرالیا (۲۴۵٫۴۴۳ دلار آمریکا)، بریتانیا (۸۱٫۶۶۵ دلار آمریکا) و نیوزیلند (۲۴٫۹۲۶ دلار) به دست آورده است.[۷][۸]